# Nazlı Tolga
Nazlı Tolga (Ankara, 8 november 1979) is een Turkse journaliste en televisiepresentatrice. Tolga was onder andere de presentatrice van het programma voor lokale en buitenlandse zaken FOX Ana Haber en Nazlı Tolga ile Haber Masası.
Nazlı Tolga werd geboren in Ankara. Op zevenjarige leeftijd verhuisde het gezin naar Istanbul. Na het voltooien van haar basis- en middelbare schoolopleiding aan het Üsküdar American High School in Istanbul, ging ze naar de Universiteit van Marmara en behaalde een master aan de Universiteit van Galatasaray.
Tolga begon haar journalistieke carrière bij Kanal D Haber in 1998. In 2002 en 2003 werkte ze bij Show TV. In 2003 ging ze aan de slag bij Skytürk, waar ze nieuwsprogramma's presenteerde. In 2007 stapte ze over naar TGRT, het latere Fox, en presenteerde daar het nieuwsprogramma Fox On Ana Haber.
Ze trouwde in september 2013 in Istanbul en heeft twee kinderen.

## Televisieprogramma's
- Kanal D Gece Haberleri ( Kanaal D - 1998-2002)
- Nazlı Tolga ile Haber Masası (Skyturk- 2004 – september 2007)
- Toon Haber (2002-2003)
- FOX ON Ana Haber (2008-2010)
- Nazlı Tolga ile Fox Ana Haber (3 september 2007 - 14 juni 2013)